# Antherothamnus
Antherothamnus es un género con dos especies de plantas de flores perteneciente a la familia Scrophulariaceae. 

## Especies seleccionadas
- Antherothamnus pearsonii
- Antherothamnus rigidus